# Parnasāla
Parnasāla är en ort i Indien.   Den ligger i distriktet Khammam och delstaten Telangana, i den centrala delen av landet, 1 200 km söder om huvudstaden New Delhi. Parnasāla ligger 62 meter över havet och antalet invånare är 513.
Terrängen runt Parnasāla är huvudsakligen platt, men västerut är den kuperad. Runt Parnasāla är det ganska tätbefolkat, med 134 invånare per kvadratkilometer. Närmaste större samhälle är Manuguru, 15,9 km väster om Parnasāla. Omgivningarna runt Parnasāla är en mosaik av jordbruksmark och naturlig växtlighet.